# Bupleurum chinense
Sài Hồ hay còn gọi gọi là Bắc Sài Hồ (Danh pháp hai phần: Bupleurum chinense) là một loài thực vật có hoa trong họ Hoa tán. Loài này được DC. mô tả khoa học đầu tiên năm 1830.